# Zaya Pandita
Zaya Pandit of Namkhaijantsan (1599-1662) was een Oirat-Mongools boeddholoog en taalkundige. Hij was uitvinder van het Oiratisch schrift.

## Biografie
Zaya Pandit was de vijfde zoon van Babakhan, een Khoshut-prins uit een lagere klasse. Nadat Babakhan zich begin 17e eeuw bekeerde tot het boeddhisme, wilde hij naar traditie dat een van zijn zonen tot een Tibetaanse klooster zou toetreden, wat Zaya in zijn geval werd. Zaya reisde in 1615 naar Lhasa in Tibet voor boeddhistische studie en kreeg les van de vierde pänchen lama Lobsang Chökyi Gyaltsen, die in Shigatse zetelde.
In 1638 vertrok Zaya Pandit op aanwijzen van de pänchen lama om missionair werk te verrichten onder Mongoolse stammen. Een jaar later, in 1640 belegde hij onder aanvoering van de Khun Tayiji Erdeni Batur van de Choros-stam een bijeenkomst tussen de Oirat en de Chalcha-Mongolen. Het doel hiervan was een gezamenlijk Mongools front te vormen tegen potentiële vijanden, zoals de Han-Chinezen, Mantsjoes en Russen. Er werd een verdrag gesloten dat Mongolen over hun grondgebied vrijheid om te reizen bood. Verder hield Zaya zich bezig met missiewerk in dit gebied tot en met de Kalmukken in Rusland.
Zaya Pandit ontwikkelde het Oiratisch schrift, een fonetisch alfabet dat gebaseerd was op het Mongools schrift. Vanaf 1648 tot zijn dood in 1662 vertaalde hij naar schatting 186 boeddhistische teksten van het Tibetaans in het Kalmuks.